# Walter Volle
Walter Rolf Volle (* 18. September 1913 in Mannheim; † 27. Oktober 2002 in Berlin) war Ruderer (seit 1933 beim Mannheimer Ruderverein Amicitia) und Trainer.

## Leben

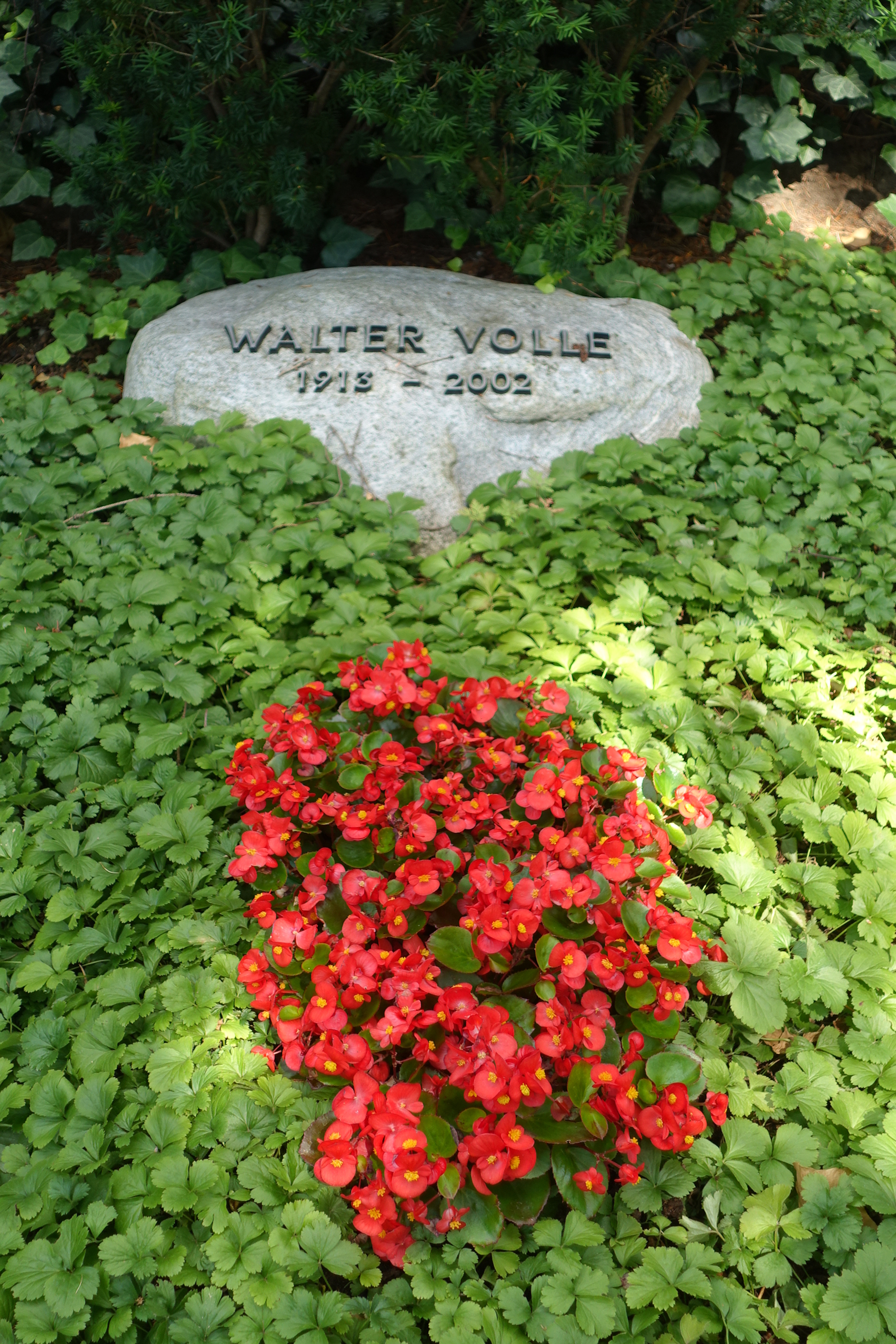
Grab von Walter Volle auf dem Friedhof Heerstraße in Berlin-Westend

Er errang neben fünf Deutschen Meistertiteln bei den Olympischen Spielen 1936 in Berlin zusammen mit Hans Maier, Ernst Gaber, Paul Söllner und Steuermann Fritz Bauer Gold im Vierer mit Steuermann. In der Saison 1936/37 wechselte er zusammen mit seinem Mannheimer Trainer Fritz Gwinner zum Berliner Ruder-Club, mit dem er 1938 in Mailand Europameister im Achter wurde.
Nach Beendigung seiner eigenen sportlichen Laufbahn 1958 wurde er Cheftrainer des Berliner Ruder-Clubs. Die von ihm betreuten Athleten gewannen neben elf Deutschen Meisterschaften in verschiedenen Bootsklassen 1962 bei den ersten Ruder-Weltmeisterschaften in Luzern den Weltmeistertitel im Vierer mit Steuermann, 1963 in Kopenhagen in derselben Bootsklasse den Europameistertitel und bei den Olympischen Spielen 1964 in Tokio, mit der Mannschaft: Peter Neusel, Bernhard Britting, Joachim Werner, Egbert Hirschfelder und Steuermann Jürgen Oelke, ebenfalls im Vierer mit Steuermann die Goldmedaille.
Walter Volle starb im Oktober 2002 im Alter von 89 Jahren in Berlin. Sein Grab befindet sich auf dem landeseigenen Friedhof Heerstraße in Berlin-Westend (Grablage: 6-F-30).

## Ehrungen
- 1985: Verdienstkreuz 1. Klasse der Bundesrepublik Deutschland